# Velšská mytologie
Velšská mytologie sestává jak z lidových tradic vyvinutých ve Walesu, tak i tradic vyvinutých keltskými Brity jinde před koncem prvního tisíciletí. Jako většina mytologií z před-římské doby na britském území, byla velšská mytologie a historie zaznamenávána orálním způsobem druidy. Orální památka byla však ztracena nebo pozměněna v důsledku vnějšího kontaktu a invaze v průběhu let. Velké množství těchto upravených mytologií a historie je zaznamenáno ve středověkých velšských rukopisech, jako jsou Llyfr Coch Hergest, Llyfr Gwyn Rhydderch, Llyfr Aneurin a Llyfr Taliesin. Další díla spojená s velšskou mytologií zahrnují latinskou kompilaci z devátého století s názvem Historia Brittonum a latinská kronika z dvanáctého století Historia Regum Britanniae, jejímž autorem byl Geoffrey z Monmouthu, stejně jako pozdější folklór, jako je The Welsh Fairy Book od Williama Jenkyna Thomase.